# C’est si bon
C’est si bon (Es ist so gut) ist ein französisches Chanson, das 1947 von Henri Betti (Musik) und André Hornez (Text) geschrieben wurde. Es wurde von zahlreichen Interpreten veröffentlicht, so beispielsweise von Yves Montand,  Louis Armstrong und Eartha Kitt.

## Text
C’est si bon
De partir n’importe où
Bras dessus bras dessous
En chantant des chansons
C’est si bon
De se dire des mots doux
Des petits rien du tout
Mais qui en disent long
En voyant notre mine ravie
Les passants dans la rue nous envient
C’est si bon
De guetter dans ses yeux
Un espoir merveilleux
Qui donne le frisson
C’est si bon
Ces petites sensations
Et si nous nous aimons
C’est parce que c’est si bon
C’est inouï ce qu’elle a pour séduire
Sans parler de c’que je n’peux pas dire
C’est si bon
Quand j’la tiens dans mes bras
De me dire que tout ça
C’est à moi…

## Entstehung und Veröffentlichung
Henri Betti (1917–2005), der Klavierbegleiter von Maurice Chevalier in den Jahren 1940 bis 1945, hatte den Einfall zu der Melodie im Juli 1947 während eines Spaziergangs in Nizza. Die Komposition brachte er in nur zehn Minuten zu Papier. Anschließend vereinbarte er in Paris ein Treffen mit dem Liedtexter André Hornez (1905–1989), der ihm zehn mögliche Titel vorschlug. C’est si bon war dabei Hornez’ am wenigsten bevorzugter Vorschlag, weil er mögliche Verwechslungen mit dem 1942 von Charles Trenet veröffentlichten Titel C’est bon fürchtete, aber Betti setzte sich mit der Bemerkung, das „si“ mache den Unterschied, über die Bedenken hinweg. Das Lied wurde in den folgenden Wochen fertiggestellt und am 16. August 1947 bei der SACEM eingetragen.
Die Autoren boten das Lied zunächst Edith Piaf an, die jedoch ablehnte und stattdessen Yves Montand als Interpreten vorschlug. Doch auch Montand zögerte zunächst, und so wurde das Lied erstmals am 18. Februar 1948 vom Orchester Jacques Hélian mit Jean Marco als Sänger für das Radio und auf Schallplatte aufgenommen. Bald darauf wurde es von den  Les Sœurs Étienne mit dem Orchester Raymond Legrand aufgenommen. Live wurde das Lied zum ersten Mal am 25. Februar 1948 beim Nice Jazz Festival von Suzy Delair gesungen. Vom Erfolg des Liedes überzeugt, nahm nunmehr auch Yves Montand das Lied auf Schallplatte auf und hatte damit unter anderem in Italien einen Nummer-eins-Hit.

## Weitere Versionen
Jerry Seelen schuf 1950 eine englische Textfassung. Louis Armstrong nahm das Lied 1950 mit Sy Oliver und seinem Orchester auf. Mit dieser Aufnahme wurde das Stück auch international bekannt. Eartha Kitts englische Version des Lieds erreichte 1953 Platz 8 der Billboard-Charts und wurde 1954 durch den Film New Faces populär.
Ebenfalls 1950 schuf Ralph Maria Siegel eine deutsche Textfassung, die unter anderem von Gerhard Wendland aufgenommen wurde. Eine weitere deutschsprachige Fassung von Adrian Wolf (unter dem Pseudonym Thore Holgerson) wurde unter anderem von Mireille Mathieu eingespielt.

## Rezeption
Das Stück wurde oft in Filmen verwendet, so etwa in Billy Wilders Filmen Ariane – Liebe am Nachmittag und Fedora, in Martin Scorseses The Wolf of Wall Street sowie dem Film Laurel Canyon.

## Aufnahmen (Auswahl)
| Französisch                                                                    | Deutsch | Englisch | Instrumental |
| ------------------------------------------------------------------------------ | --- | --- | --- |
| - Iris Berben (mit Partner) - Maurice Chevalier - Angèle Durand - Yves Montand | - Peter Alexander - Eddie Constantine - Margot Hielscher - Hildegard Knef - Peter Kraus - Paul Kuhn - Mireille Mathieu - Caterina Valente - Bruce Low | - Paul Anka - Louis Armstrong - Josephine Baker - Petula Clark - Bing Crosby - Joey Dee - Laura Fygi - Earl Grant - Tom Jones - Eartha Kitt - Amanda Lear - Rita Lee - Abbey Lincoln - Gina Lollobrigida - Shirley MacLaine - Dean Martin - Cliff Richard - Barbra Streisand - Conway Twitty - Dionne Warwick | - Chet Baker - Acker Bilk - Buddy Collette - Stéphane Grappelli - Bert Kaempfert - Earl Klugh - Michel Legrand - Didier Lockwood - Bob Sinclar - Billy Vaughn - Jacky Terrasson - Biréli Lagrène |